# رود سابایا

رود سابایا

رود سابایا (انگلیسی: Sabaya River) رودی در کشور بولیوی است.